# 富邦悍將新人選秀首輪指名
富邦悍將新人選秀首輪指名為中華職棒於1991年8月份開始辦理新人選秀會以來，俊國熊、興農熊、興農牛、義大犀牛或富邦悍將球團於第一輪被挑中的球員。不包括外籍球員選秀、旅日球員返國選秀、代訓球員選秀以及特別選秀。

## 歷次第一輪球員
以下為歷屆新人選秀會被富邦悍將球團及前身第一輪挑中球員名單。

### 標示
|        | 獲得新人王             |
|        | 生涯不曾在職棒一軍出賽 |
| 粗體字 | 現役球員               |

### 名單
| 選秀會日期     | 球員姓名 | 順位     | 守備位置 | 原屬球隊                   | 職棒初登板                 | 簽約金             | 備註         |
| -------------- | -------- | -------- | -------- | -------------------------- | -------------------------- | ------------------ | ------------ |
| 1996年2月14日  | 無       |          |          |                            |                            |                    | 放棄挑選     |
| 2000年2月29日  | 張家浩   | 第一順位 | 二壘手   | 輔仁大學棒球隊             | 2000年4月21日代表興農牛    | 不詳               |              |
| 2000年6月28日  | 無       |          |          |                            |                            |                    | 首輪無選秀權 |
| 2001年1月6日   | 萬建榮   | 第三順位 | 投手     | 興農牛練習生               | 2001年5月9日代表興農牛     | 不詳               | 已逝世       |
| 2001年6月19日  | 無       |          |          |                            |                            |                    | 首輪無選秀權 |
| 2002年1月16日  | 蔡仲南   | 第一順位 | 投手     | 國軍棒球隊                 | 2002年3月8日代表興農牛     | 600萬新台幣        |              |
| 2002年6月25日  | 安生     | 第二順位 | 一壘手   | 自由球員                   | 2002年7月19日代表興農牛    | 無                 |              |
| 2003年1月11日  | 余文彬   | 第二順位 | 投手     | 自由球員                   | 2003年3月7日代表興農牛     | 無                 |              |
| 2003年6月19日  | 無       |          |          |                            |                            |                    | 首輪無選秀權 |
| 2004年1月14日  | 潘武雄   | 第五順位 | 外野手   | 合作金庫棒球隊             | 2006年3月21日代表統一獅    | 無簽約             | 沒有加盟     |
| 2004年12月12日 | 余賢明   | 第六順位 | 外野手   | 合作金庫棒球隊             | 2005年5月22日代表興農牛    | 250萬新台幣        |              |
| 2005年12月26日 | 蘇建榮   | 第六順位 | 投手     | 合作金庫棒球隊             | 2006年3月18日代表興農牛    | 170萬新台幣        |              |
| 2006年12月5日  | 陳彥銘   | 第三順位 | 投手     | 合作金庫棒球隊             | 2007年3月22日代表興農牛    | 100萬新台幣 (估計) |              |
| 2007年12月27日 | 林益全   | 第一順位 | 三壘手   | 台灣電力棒球隊             | 2009年3月29日代表興農牛    | 500萬新台幣        |              |
| 2008年12月31日 | 林克謙   | 第一順位 | 投手     | 合作金庫棒球隊             | 2009年4月3日代表興農牛     | 350萬新台幣        |              |
| 2009年12月30日 | 張耿豪   | 第二順位 | 投手     | 台灣體院棒球隊             | 2010年4月3日代表興農牛     | 300萬新台幣        |              |
| 2010年12月21日 | 黃智培   | 第三順位 | 三壘手   | 國家儲訓棒球隊             | 2012年3月18日代表興農牛    | 460萬新台幣        |              |
| 2011年12月28日 | 林晨樺   | 第一順位 | 投手     | 台灣電力棒球隊             | 2012年4月1日代表興農牛     | 400萬新台幣        |              |
| 2012年12月28日 | 胡金龍   | 第一順位 | 外野手   | 美國職棒克里夫蘭印地安人   | 2013年3月24日代表義大犀牛  | 無                 |              |
| 2013年6月24日  | 范玉禹   | 第四順位 | 投手     | 嘉南藥理大學棒球隊         | 2015年4月5日代表義大犀牛   | 200萬元新台幣      |              |
| 2013年11月28日 | 黃勝雄   | 第三順位 | 外野手   | 台中市威達超舜成棒隊       | 2014年3月23日代表義大犀牛  | 400萬元新台幣      |              |
| 2014年6月23日  | 羅嘉仁   | 無順位   | 投手     | 美國職棒休士頓太空人       | 2014年8月7日代表義大犀牛   | 無                 | [ 註 2 ]     |
| 2015年6月29日  | 林哲瑄   | 第一順位 | 外野手   | 自由球員                   | 2015年8月14日代表義大犀牛  | 無                 |              |
| 2016年6月27日  | 申皓瑋   | 第二順位 | 外野手   | 高苑工商青棒隊             | 2017年5月20日代表富邦悍將  | 520萬元新台幣      |              |
| 2017年7月3日   | 楊晉豪   | 第四順位 | 內野手   | 高苑工商青棒隊             | 2019年3月24日代表富邦悍將  | 510萬元新台幣      | [ 註 3 ]     |
| 2018年7月2日   | 戴培峰   | 第一順位 | 捕手     | 平鎮高中青棒隊             | 2019年3月24日代表富邦悍將  | 560萬元新台幣      |              |
| 2019年7月1日   | 江國豪   | 第三順位 | 投手     | 國立臺灣體育運動大學棒球隊 | 2019年8月4日代表富邦悍將   | 540萬元新台幣      |              |
| 2020年7月20日  | 張進德   | 第三順位 | 捕手     | 美國職棒舊金山巨人         | 2020年7月25日代表富邦悍將  | 無                 |              |
| 2021年7月12日  | 江少慶   | 第一順位 | 投手     | 美國職棒底特律老虎         | 2021年8月25日代表富邦悍將  | 無                 | [ 註 4 ]     |
| 2022年7月11日  | 黃保羅   | 第三順位 | 投手     | 平鎮高中青棒隊             | 2023年4月24日代表富邦悍將  | 540萬元新台幣      |              |
| 2023年7月12日  | 王念好   | 第二順位 | 內野手   | 北科附工青棒隊             | 2023年10月22日代表富邦悍將 | 555萬元新台幣      |              |
| 2024年6月28日  | 張育成   | 第一順位 | 內野手   | 美國職棒坦帕灣光芒         | 2024年7月12日代表富邦悍將  | 無                 | [ 註 5 ]     |
| 2025年6月30日  | 張育豪   | 第二順位 | 捕手     | 普門高中青棒隊             |                            |                    |              |

## 註解
1. ↑  薪資談不攏，未加入牛隊，回到業餘。再度參加2005年底新人選秀會，以第二輪第四順位被獅隊挑走
2. ↑  由於在第一輪選秀四隊同時指名陳俊秀，抽籤結果由Lamigo桃猿隊中選，在補選時羅嘉仁被義大與兄弟兩球團同時指名，抽籤結果由義大犀牛中選
3. ↑  2022年9月1日與投手楊彬一同被交易至樂天桃猿
4. ↑  富邦悍將以4.5年總值6120萬合約簽下江少慶，成為中職史上最大合約
5. ↑  富邦悍將以3.5年總值9250萬合約簽下張育成，超越2021年江少慶的4.5年6120萬，一舉躍居中職史上最大合約